# Ana Maria Marković
Ana Maria Marković (* 9. November 1999 in Split) ist eine kroatische Fußballspielerin. Seit dem 12. August 2024 ist sie Vertragsspielerin des portugiesischen Erstligisten Sporting Braga. Seit 2021 ist sie zudem A-Nationalspielerin.

## Frühe Lebensjahre
Markovićs Mutter stammt aus Split. Ihre Tochter wurde ebenfalls in Split geboren und gelangte im Alter von zwölf Jahren mit ihrer Familie in die Schweiz, wo sie in Zürich aufgewachsen ist.

## Karriere

### Vereine
Im Alter von 14 Jahren begann Marković in der Schweiz mit dem Fußballspielen. Sie erklärte, dass sie mit dem Spielen begonnen habe, nachdem sie sich durch das Wachstum des Frauenfußballs motiviert gefühlt habe.

### Nationalmannschaft
Marković war dem kroatischen Fußballverband aufgefallen, als sie für GC Frauen in der Schweiz spielte; daraufhin wurde sie in die A-Nationalmannschaft Kroatiens berufen.

## Erfolge
- Schweizer Cup-Finalist 2022[5]

## Sonstiges
- Marković ist Mit(be)gründerin des Getränkeherstellers Reloadz.[6]
- Marković nannte den Portugiesen Cristiano Ronaldo als ihren Lieblingsfußballspieler und Luka Modrić als kroatischen Lieblingsspieler.
- Bei Instagram hat sie mehr als 2.000.000 Follower.[4]
- Seit Anfang 2024 nimmt Marković als Teammanagerin an der Baller League teil. Dabei belegte sie in der  ersten Season mit dem Team Golden XI an der Seite von Christoph Kramer den siebten Platz. Seit der  zweiten Season nimmt sie als Teammanagerin der Las Ligas Ladies zusammen mit Selina Cerci teil.